# Krzysztof Sprada
Krzysztof Sprada (ur. 1971 w Tczewie) – polski malarz.

## Charakterystyka
Malował od najmłodszych lat, stosując kredkę, ołówek i różnorodne techniki malarskie. Będąc nastolatkiem, był współprojektantem plakatu promującego trasę koncertową The Urban Jungle zespołu The Rolling Stones. Działał wówczas na bezpośrednie zlecenie muzyków. Projektuje biżuterię artystyczną oraz opakowania do biżuterii, organizuje wystawy jubilerskie, organizuje happeningi i tworzy instalacje artystyczne. W Tczewie współzakładał artystyczne gremium Salon des Refusés, mające na celu promocję tczewskiego świata artystycznego.
Warszawski historyk sztuki, Joanna Kalinowska tak scharakteryzowała jego sztukę: Prace artysty wyróżnia spokój i dbałość o dokładne oddanie formy oraz struktury obiektów. Nawiązując do tradycji precyzyjnie malowanych holenderskich martwych natur, przyciągają uwagę widza równowagą kolorystyczną oraz czytelną kompozycją. Skłaniają do refleksji, chwili zadumy, zachwytu nad pięknem kształtów i gry światła. Są niewielkimi enklawami odpoczynku wobec natłoku codziennych zdarzeń i obowiązków.

## Kolekcje i współpraca
Jego dzieła znajdują się w kolekcjach takich osób, jak:
- George Benson,
- Margaret Thatcher,
- Hillary Clinton,
- Jan Paweł II[1][2].

Współpracował z Tomaszem Raczkiem i Zygmuntem Broniarkiem.

## Wystawy
- 1996, Tihany, Węgry, pierwsze miejsce w międzynarodowym konkursie Balaton In Art,
- 2011, Tczew,
- 2011, Warszawa, galeria Artexpert,
- 2012, Kołobrzeg,
- 2013, Warszawa, galeria Artexpert,
- 2013, Warszawa, galeria Galeria DAP3,
- 2018, Muzeum w Grudziądzu[3].